# Patrick Faigenbaum
Patrick Faigenbaum, né en 1954 à Paris, est un photographe français.

## Biographie
Patrick Faigenbaum est né à Paris (France) en 1954. Il est un artiste majeur de la scène photographique contemporaine. Ses œuvres sont présentes dans les plus importantes collections publiques et privées dont le Metropolitan Museum of Art à New York (États-Unis), le MNAM - Centre Pompidou à Paris (France), le CNAP à Paris (France), la Bibliothèque François Mitterrand à Paris (France). Une importante exposition personnelle lui a été consacrée au Josef Albers Museum Quadrat à Bottrop (Allemagne) en juin 2021.

Patrick Faigenbaum a bénéficié d'importantes expositions personnelles comme en 2017, Barcelona Besòs View à La Virreina Centre de la Imatge (Barcelone, Espagne) ; en 2015, l'exposition itinérante Kolkata/Calcutta, à la Fondation Cartier-Bresson (Paris, France), à la Galerie Nathalie Obadia (Paris, France) et à l'Aperture Fondation (New York, États-Unis) ; en 2014 au Musée des Beaux-Arts de Chambéry (France) ; en 2013, l'exposition itinérante Patrick Faigenbaum à la Vancouver Art Gallery (Vancouver, Canada) et à l'Académie de France à la Villa Médicis (Rome, Italie) ; en 2012, Paris - Proche et Lointain au Musée de la Vie Romantique (Paris, France) et Noir et Blanc - 1973-2008 au Point du Jour (Cherbourg-en- Cotentin, France) ; en 2008, au Kunstmuseum de Bochum (Allemagne), au Mishkan Le'Omanut - Museum of Art (Ein Harod, Israël), au Musée de Grenoble (France) et à l'Artothèque de Caen (France) ; en 2005 au Musée du Louvre (Paris, France) ; en 1989, l'exposition itinérante Tableaux romains, au Musée d'Art Contemporain de Nîmes (France), à La Garenne Lemot (Clisson, France) et à la DRAC de Nantes (France) ainsi que Vies parallèles au Musée départemental de Rochechouart (Rochechouart, France) ; en 1988, l'exposition itinérante Roman Portraits à l'Art Institute of Chicago (Chicago, États-Unis) et au Museum of Art (Dallas, États-Unis) ; en 1984, au MNAM - Centre Georges Pompidou (Paris, France).

Il a bénéficié d'expositions significatives dans des institutions prestigieuses, notamment en 2019 à la Collection Lambert (Avignon, France) ; en 2018, au CAFA Art Museum (Pékin, Chine) ; en 2015 à l'Institut d'Art Contemporain de Villeurbanne (France) ; en 2013 au Musée d'Art et d'Histoire de la ville de Cognac (France) ; en 2001 au Palais des Beaux-Arts de Bruxelles (Belgique) ; en 2008, au MACBA (Barcelone, Espagne) ; en 1986, au Palais de Tokyo (Paris, France).
Patrick Faigenbaum est représenté par la Galerie Nathalie Obadia, Paris/Bruxelles, depuis 2008.
Patrick Faigenbaum est professeur à l’École nationale supérieure des beaux-arts de Paris depuis 2001.
De 2005 à 2007, dans le cadre d'une commande publique, il a réalisé pour la Chalcographie du Louvre une héliogravure intitulée L’Esclave rebelle.
Il obtient le Prix Henri-Cartier-Bresson 2013 pour son projet « Kolkata ».

## Expositions (Selection)
- 2024  Patrick Faigenbaum à la Cristallerie Saint-Louis, 2022, Fondation d'entreprise Hermès, Musée du Cristal Saint-Louis
- 2022 Patrick Faigenbaum. Photographies, 1974 - 2020, Galerie Nathalie Obadia, Paris, France

- 2021 Patrick Faigenbaum. Fotografien 1974 - 2020, Josef Albers Museum, Quadrat Bottrop, Germany

- 2017 Barcelona Besòs View, in colloboration with Joan Roca, La Virreina Centre de la Imatge, Barcelone, Spain

- 2016 Patrick Faigenbaum. Images de sculptures, Le Studiolo - Galerie de France, Paris, France
- 2015 Kolkata/Calcutta, Fondation Henri Cartier-Bresson, Paris, Galerie Nathalie Obadia, Paris, France ; Aperture Fondation, New York, USA[4].
- 2014 Patrick Faigenbaum, Musée des Beaux-Arts, Chambéry, France

- 2013 Patrick Faigenbaum, (co-curated by: Kathleen S. Bartels and Jeff Wall), traveling exhibition: Vancouver Art Gallery, Vancouver, Canada ; Académie de France at the Villa Médicis, Rome, Italy
- 2011 Paris - proche et lointain, Musée de la vie romantique, Paris, France [5]
- 2011 Noir et Blanc – 1973-2008, Point du Jour, Cherbourg-en-Cotentin, France

- 2010 Patrick Faigenbaum, Barbara Mathes Gallery, New York, USA
- 2010 The Israeli Pavilion (curated by: Galia Bar-Or), Biennale d’Architecture, Venice, Italy

- 2008 Patrick Faigenbaum, traveling exhibition: Kunstmuseum, Bochum, Germany ; Mishkan Le’Omanut - Museum of Art, Ein Harod, Israel
- 2008 Patrick Faigenbaum. Œuvres 1973-2008, Musée de Grenoble, Grenoble, France Patrick Faigenbaum, Artothèque de Caen, Hôtel d’Escoville, Caen, France Santulussurgiu, Galerie Nathalie Obadia, Paris, France

- 2007 Patrick Faigenbaum, Centro de Arte Moderna José de Azeredo Perdigão, Lisbon, Portugal Tulle-Patrick Faigenbaum, Église Saint-Pierre, Tulle, France
- 2007 Patrick Faigenbaum – Fotoarbeiten, Neues Museum Weserburg Bremen, Bremen, Germany

- 2005 Patrick Faigenbaum - Louvre et Chaussée d’Antin (curated by: Marie-Laure Bernadac), Musée du Louvre, Paris, France
- 2005 Patrick Faigenbaum, Portraits dans l’atelier, Galerie de France, Paris, France

- 2002 Patrick Faigenbaum – Tableaux urbains 2001-2002, Galerie de France, Paris, France

- 2000 Patrick Faigenbaum, Galerie de France, Paris, France

- 1999 Patrick Faigenbaum. Fotografien. Florenz, Rom, Neapel, Bremen, Neues Museum Weserburg, Bremen, Germany
- 1999 Patrick Faigenbaum, Barbara Gladstone Gallery, New York, USA

- 1998 Patrick Faigenbaum, Praha, Westfälischer Kunstverein, Münster, Germany

- 1996 Patrick Faigenbaum, Prague, Barbara Gladstone, New York, USA

- 1995 Patrick Faigenbaum, Gandy Gallery, Prague, Czech republic
- 1993 Patrick Faigenbaum, Barbara Gladstone, New York, USA
- 1993 Patrick Faigenbaum, Museum of Art, Ein Harod, Israel
- 1992 Eliat-Jérusalem - Déplacement 1990-1992, Galerie Crousel-Robelin Bama, Paris, France
- 1992 Patrick Faigenbaum, French Institute, Freiburg im Breisgau, Germany

- 1991 Patrick Faigenbaum 1989-1991, Musée d’Art Moderne de la Ville de Paris, Paris, France
- 1991 Patrick Faigenbaum, Barbara Gladstone Gallery, New York, USA
- 1991 Patrick Faigenbaum, Bibliothèque municipale, Grenoble, France

- 1990 Roman Portraits, Pace Gallery, New York, USA

- 1989 Tableaux romains, traveling exhibition: Musée d’Art Contemporain, Nîmes, France[6] ; La Garenne Lemot, Clisson, France ; DRAC, Nantes, France
- 1989 Vies parallèles, Musée départemental de Rochechouart, Rochechouart, France

- 1988 Roman Portraits, traveling exhibition: Art Institute of Chicago, Chicago, USA ; Museum of Art, Dallas, USA 1987 Vies Parallèles, Académie de France at the Villa Médicis, Rome, Italy

- 1986 Patrick Faigenbaum, French Institute of Prague, Czech republic ; of Copenhagen, Denmark ; of Amsterdam,The Netherlands ; of London, UK
- 1986 Fratelli Alinari-Patrick Faigenbaum 1885-1985, French Institute, Florence, Italy 1985 Florence 1984-85, Galerie Texbraun, Paris, France

- 1984 Patrick Faigenbaum, Musée National d’Art Moderne, Centre Georges Pompidou, Paris, France
- 1985 Florence 1984-85, Galerie Texbraun, Paris, France
- 1985 Fotoforum, Künstlerhaus, Stuttgart, Germany
- 1984 Patrick Faigenbaum, Musée National d’Art Moderne, Centre Georges Pompidou, Paris, France

## Prix Henri-Cartier Bresson
Le 10 juin, à la suite des délibérations qui se sont tenues à la Fondation Henri Cartier-Bresson à Paris, le jury du Prix HCB 2013 a désigné le photographe français Patrick Faigenbaum pour son projet « Kolkata ». Sa candidature était présentée par Gilles Tiberghien, Maître de conférences en esthétique et philosophie de l’art à l’Université Paris 1 Panthéon-Sorbonne.
Décerné tous les deux ans par la Fondation Henri Cartier-Bresson, le Prix HCB est un prix d’aide à la création, d’un montant indivisible de 35 000 euros, dont l’objectif est de permettre à un photographe de réaliser un projet qu’il ne pourrait mener à bien sans cette aide. Initié par Robert Delpire en 1989, le Prix HCB a été réédité en 2003 à l’occasion de l’inauguration de la Fondation Henri Cartier-Bresson à Paris. Depuis sa création, le Prix HCB a été attribué à Chris Killlip (1989), Josef Koudelka (1991), Larry Towell (2003), Fazal Sheikh (2005), Jim Goldberg (2007), David Goldblatt (2009) et Vanessa Winship (2011).
Le Prix HCB est rendu possible grâce au soutien de la Fondation d’entreprise Hermès, qui marque ainsi, une fois de plus, son attachement à la photographie et à la création contemporaine.
" Intéressé par l’Inde depuis de nombreuses années, je souhaite poursuivre un travail sur Calcutta, qui fut la capitale de l’empire britannique des Indes. La base de mon travail est la maison-atelier et le quartier où vit une artiste nommée Shreyasi Chatterjee. Il s’agit d’éviter l’image de l’Inde éternelle ou pittoresque, sans pour autant favoriser une idée tout aussi caricaturale de la modernisation. Le choix de Calcutta permet d’explorer des couches historiques et de montrer comment elles se combinent dans une image en mosaïque ou un tissage. Le travail de Shreyasi Chatterjee, qui utilise beaucoup le collage et la broderie, me donne justement cette orientation. L’ensemble des images constituera à la fois un portrait de cette artiste dans son environnement familial et professionnel et une description libre du milieu urbain dans lequel elle évolue. Je compte ainsi produire une image complexe d’une région du sous-continent indien, qui en restitue à la fois la profondeur historique et les caractères les plus vivaces." 